# Enthiran
Enthiran (2010) (tamilă: எந்திரன், Entiraṉ; cu sensul de: Robot) este un film SF indian regizat de S. Shankar. În film interpretează Rajinikanth în două roluri: al omului de știință și al robotului android, alături de Aishwarya Rai, în timp ce Danny Denzongpa, Santhanam, Karunas, Kalabhavan Mani, Devadarshini și Cochin Haneefa apar în rolurile secundare.

## Prezentare
Filmul prezintă povestea unui om de știință care se luptă pentru a controla creația sa, robotul android al cărui software-ul a fost actualizat pentru a-i da posibilitatea de a înțelege și a genera emoții umane. Planul eșuează și robotul se îndrăgostește de logodnica omului de știință.